# Orsennes
Orsennes é uma comuna francesa na região administrativa do Centro, no departamento Indre. Estende-se por uma área de 48,05 km². Em 2010 a comuna tinha 752 habitantes (densidade: 15,7 hab./km²).